# Stark
STARK Danmark A/S er forhandler og distributør af byggematerialer med 80 forretninger i Danmark og Grønland. 
Virksomheden beskæftiger godt 2.500 medarbejdere og er en del af STARK Group, der har 20.000 medarbejdere og 1.100 forretninger og distributionscentre i Norden, Storbritannien, Tyskland og Østrig.
STARK er et internationalt firma, ejet af CVC Capital Partners. STARKs danske hovedkontor er placeret på Skanderborgvej 277 Viby J i Aarhus.
STARKs blev etableret i 1987 som en selvstændig division under Danske Trælast A/S (tidligere DDT), med navnet DDT Detail, men skiftede i 2004 navn til STARK. STARKs historie begynder helt tilbage i 1896, da Århus Trælasthandel A/S blev grundlagt, men er i dag en international virksomhed med afdelinger i flere europæiske lande.